# Bitoljski natpis
Bitoljski natpis iz 1015. – 1016. godine je srednjovjekovni natpis bugarskog cara Ivana Vladislava (1015. – 1018.), nećaka cara Samuila.
Nađen je 1956. godine u Bitolju, kod Čauš džamije.
U Bitoljskom natpisu car Ivan Vladislav je izjavio da je podigao Bitoljsku tvrđavu za utočište i spas Bugara. Također u Bitolskom natpisu car izjavio da je samodržac bugarski, car Bugara, bugarskog roda.
Danas se natpis nalazi u Povijesnom muzeju u Bitolju, Sjeverna Makedonija.